# Matsuyama
La ciudad de Matsuyama (松山市 Matsuyama-shi?) es la capital de la prefectura de Ehime, situándose en su región central (región de Chuyo) y al noroeste de la región de Shikoku, Japón. Además es la ciudad principal de la Región Metropolitana de Matsuyama, la única de la región de Shikoku.

## Características
Es la ciudad más populosa de la región de Shikoku. El 1° de abril de 2000 obtuvo la categoría de Chukakushi (中核市 Chūkakushi?), por lo que adquirió mayor autonomía.
Fue designada por el gobierno japonés como "Ciudad Turística Internacional de la Cultura del Onsen" y cuyo principal exponente es el Onsen de Dogo. Es una ciudad que se desarrolló en torno al Castillo de Matsuyama y también es una ciudad cultural, conocida por las novelas Botchan (坊っちゃん?) y Saka no ue no Kumo (坂の上の雲?), además del haiku.
El 1° de enero de 2005 absorbe la Ciudad de Hojo y el Pueblo de Nakajima del distrito de Onsen, sobrepasando de esta manera los 500.000 habitantes.
Limita con las ciudades de Toon e Imabari, los pueblos de Masaki y Tobe (ambos del distrito de Iyo) y el Pueblo de Kumakogen, todos dentro de la prefectura de Ehime. Además está separada por el mar Interior de Seto del Pueblo de SuoOoshima (周防大島町 Suōooshima-chō?) del Distrito de Ooshima (大島郡 Ooshima-gun?) de la prefectura de Yamaguchi y de la Ciudad de Kure de la prefectura de Hiroshima.
Por su cercanía, tiene una relación muy estrecha con las ciudades de Hiroshima y Kure.

## Geografía

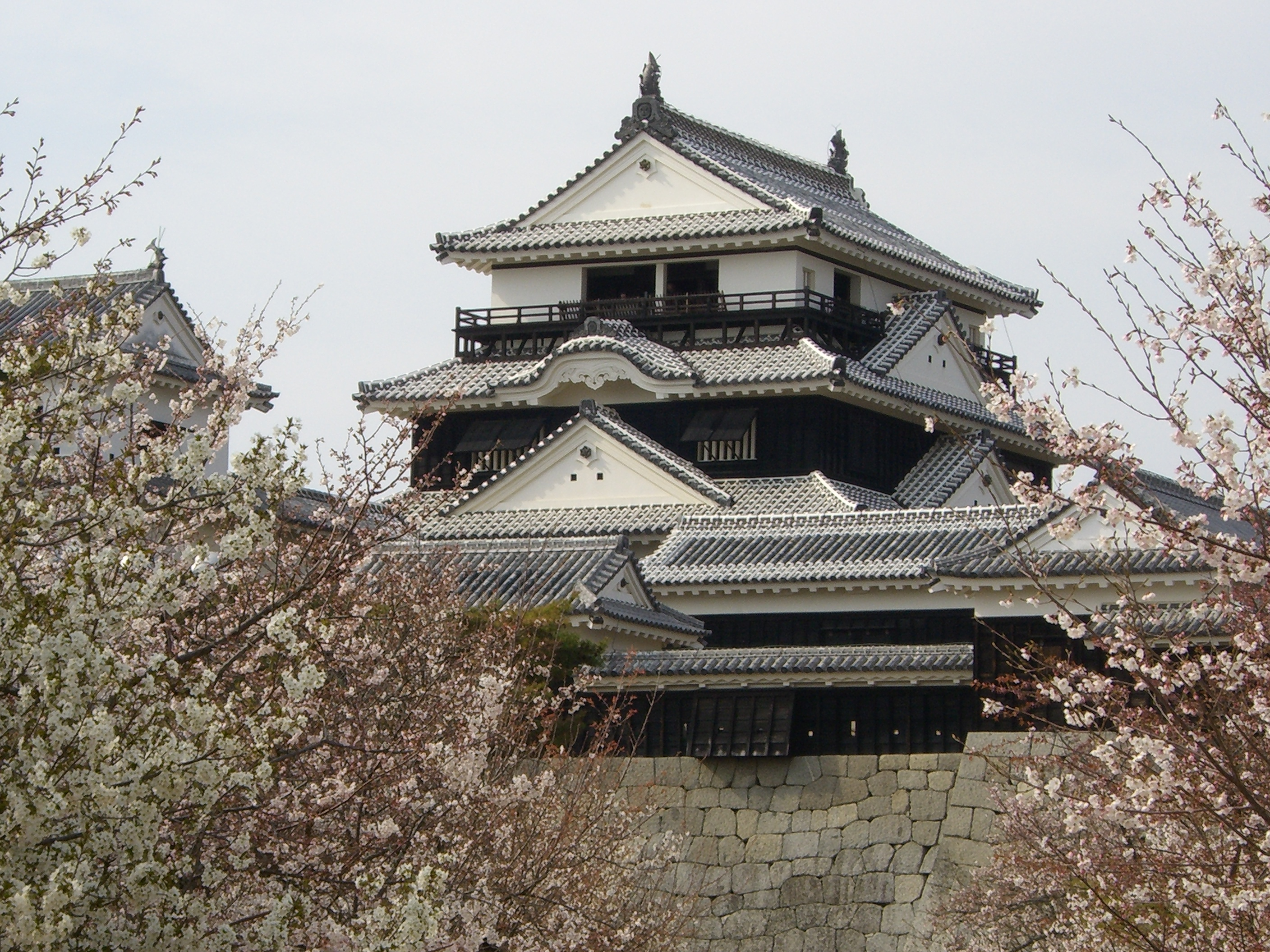
Castillo de Matsuyama.

hacia el oeste da al mar Interior de Seto, al norte y este se extiende la zona montañosa de la península de Takanawa, y hacia el sur se encuentra el cordón montañoso de Saragamine (皿ヶ峰?), parte de la Cadena Montañosa de Shikoku. Ocupa gran parte de la Llanura de Dogo y se extiende desde el Paso de Misaka hasta la región insular del ex Pueblo de Nakajima que incorporó en el 2005.
El punto más altos de la Ciudad es el Myojingamori (明神ガ森 Myōjingamori?) con 1.217 m s. n. m., el Monte Takanawa (高縄山 Takanawa-san?) alcanza los 986 m, y ambos son parte de la zona montañosa de la península de Takanawa.
Los dos ríos principales son el Ishite y Shigenobu. El río Ishite cuenta con la Represa de Ishitegawa (石手川ダム Ishitegawa-damu?), que forma el lago artificial más importante de la Ciudad de Matsuyama, el lago Shirasagi (白鷺湖 Shirasagi-ko?).

## Clima
| Parámetros climáticos promedio de Matsuyama | Parámetros climáticos promedio de Matsuyama | Parámetros climáticos promedio de Matsuyama | Parámetros climáticos promedio de Matsuyama | Parámetros climáticos promedio de Matsuyama | Parámetros climáticos promedio de Matsuyama | Parámetros climáticos promedio de Matsuyama | Parámetros climáticos promedio de Matsuyama | Parámetros climáticos promedio de Matsuyama | Parámetros climáticos promedio de Matsuyama | Parámetros climáticos promedio de Matsuyama | Parámetros climáticos promedio de Matsuyama | Parámetros climáticos promedio de Matsuyama | Parámetros climáticos promedio de Matsuyama |
| Mes                                         | Ene.                                        | Feb.                                        | Mar.                                        | Abr.                                        | May.                                        | Jun.                                        | Jul.                                        | Ago.                                        | Sep.                                        | Oct.                                        | Nov.                                        | Dic.                                        | Anual                                       |
| ------------------------------------------- | ------------------------------------------- | ------------------------------------------- | ------------------------------------------- | ------------------------------------------- | ------------------------------------------- | ------------------------------------------- | ------------------------------------------- | ------------------------------------------- | ------------------------------------------- | ------------------------------------------- | ------------------------------------------- | ------------------------------------------- | ------------------------------------------- |
| Temp. máx. media (°C)                       | 9.2                                         | 9.7                                         | 13.2                                        | 19.0                                        | 23.1                                        | 26.2                                        | 30.5                                        | 31.6                                        | 27.9                                        | 22.7                                        | 17.3                                        | 12.0                                        | 20.2                                        |
| Temp. media (°C)                            | 5.3                                         | 5.6                                         | 8.6                                         | 14.1                                        | 18.3                                        | 22.0                                        | 26.4                                        | 27.2                                        | 23.5                                        | 17.9                                        | 12.7                                        | 7.7                                         | 15.8                                        |
| Temp. mín. media (°C)                       | 1.5                                         | 1.6                                         | 4.1                                         | 9.4                                         | 13.8                                        | 18.3                                        | 22.9                                        | 23.6                                        | 19.9                                        | 13.5                                        | 8.3                                         | 3.6                                         | 11.7                                        |
| Precipitación total (mm)                    | 50.5                                        | 58.7                                        | 86.8                                        | 123.2                                       | 130.1                                       | 232.6                                       | 149.3                                       | 98.9                                        | 152.1                                       | 99.1                                        | 66.3                                        | 38.5                                        | 1286.1                                      |
| Nevadas (cm)                                | 2                                           | 2                                           | 1                                           | 0                                           | 0                                           | 0                                           | 0                                           | 0                                           | 0                                           | 0                                           | 0                                           | 0                                           | 5                                           |
| Horas de sol                                | 123.6                                       | 130.0                                       | 171.5                                       | 178.8                                       | 195.7                                       | 156.3                                       | 195.3                                       | 218.4                                       | 161.9                                       | 173.8                                       | 144.6                                       | 130.2                                       | 1980.1                                      |
| Humedad relativa (%)                        | 64                                          | 65                                          | 65                                          | 67                                          | 69                                          | 74                                          | 75                                          | 72                                          | 73                                          | 69                                          | 68                                          | 66                                          | 68.9                                        |
| Fuente: NOAA (1961-1990)                    |                                             |                                             |                                             |                                             |                                             |                                             |                                             |                                             |                                             |                                             |                                             |                                             |                                             |

## Transporte

### Ferrocarriles

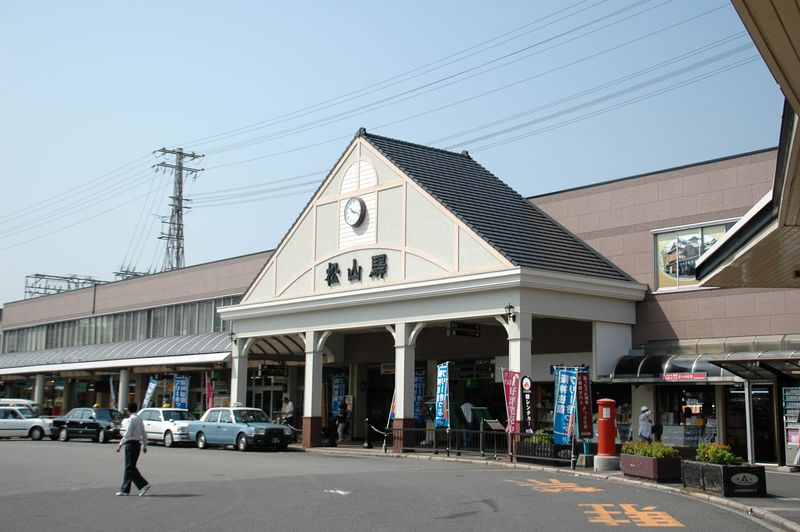
Estación Matsuyama de la Línea Yosan.

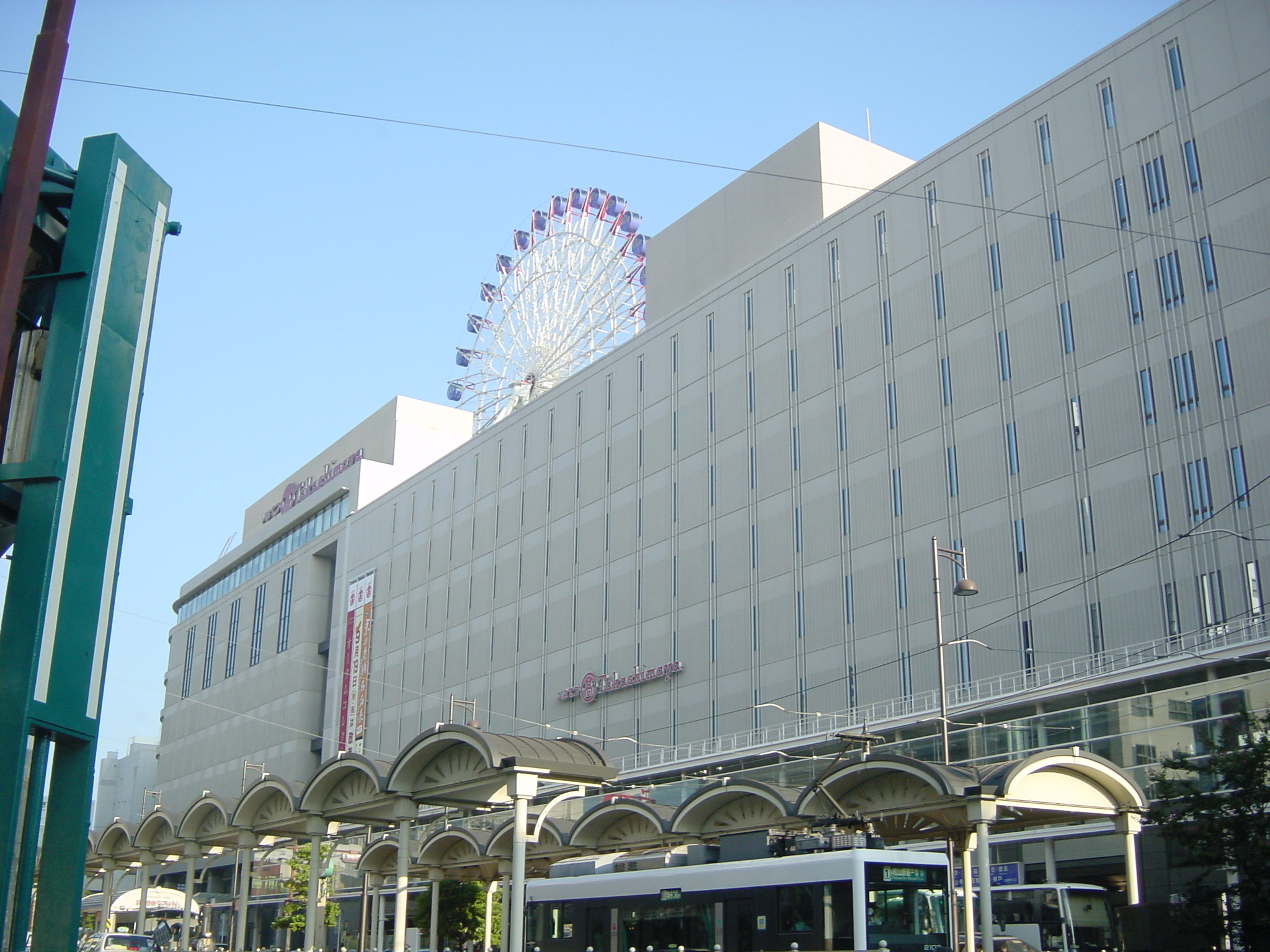
Estación Ciudad de Matsuyama del Ferrocarril Iyo.

La Estación Matsuyama de la Línea Yosan de la JR se encuentra un poco alejada del centro de la ciudad, hacia el oeste. A causa de ello se puede decir que la Estación Ciudad de Matsuyama del Ferrocarril Iyo es la estación central, y a partir de ella la red del Ferrocarril Iyo se bifurca en tres direcciones. Además los tranvías de la ciudad (es una de las pocas en Japón que aún los conserva) tienen su estación principal en frente de la Estación Ciudad de Matsuyama, lo mismo sucede con los autobuses de corta y larga distancia, por lo que se puede decir que también es la principal para el transporte público.
Esta situación poco habitual se da porque la Estación Ciudad de Matsuyama fue inaugurada en el año 1888, mientras que el arribo de la Línea Yosan de los ferrocarriles estatales (JR) recién tuvo lugar en el año 1927, con la inauguración de la Estación Matsuyama. Simultáneamente, el Estado se adueñó del nombre de "Estación Matsuyama", por lo que la empresa Ferrocarril Iyo empezó a utilizar la actual denominación para su estación.
- Japan Railways
  - Línea Yosan
    - Estación Asanami
    - Estación Ooura
    - Estación Iyohojo
    - Estación Yanagihara
    - Estación Awai
    - Estación Koyodai
    - Estación Horie
    - Estación Iyowake
    - Estación Mitsuhama
    - Estación Matsuyama
    - Estación Ichitsubo

- Ferrocarril Iyo
  - Línea Takahama
  - Línea Yokogawara
  - Línea Gunchu

### Autopista
- Autovía de Matsuyama
  - Intercambiador Matsuyama

### Rutas
Varias rutas nacionales se concentran en la zona urbana de Matsuyama, lo que la transforma en un centro de conexión para una amplia región.
- Ruta Nacional 11
- Ruta Nacional 33
- Ruta Nacional 56
- Ruta Nacional 196
- Ruta Nacional 317
- Ruta Nacional 379
- Ruta Nacional 437
- Ruta Nacional 440
- Ruta Nacional 494

### Aeropuerto
La Ciudad de Matsuyama cuenta con el aeropuerto más importante de la región de Shikoku, el Aeropuerto de Matsuyama. No solo opera vuelos a destinos nacionales, sino que también vuela hacia Corea del Sur y la República Popular China.

## Historia
- 1889: Se convierte en ciudad.

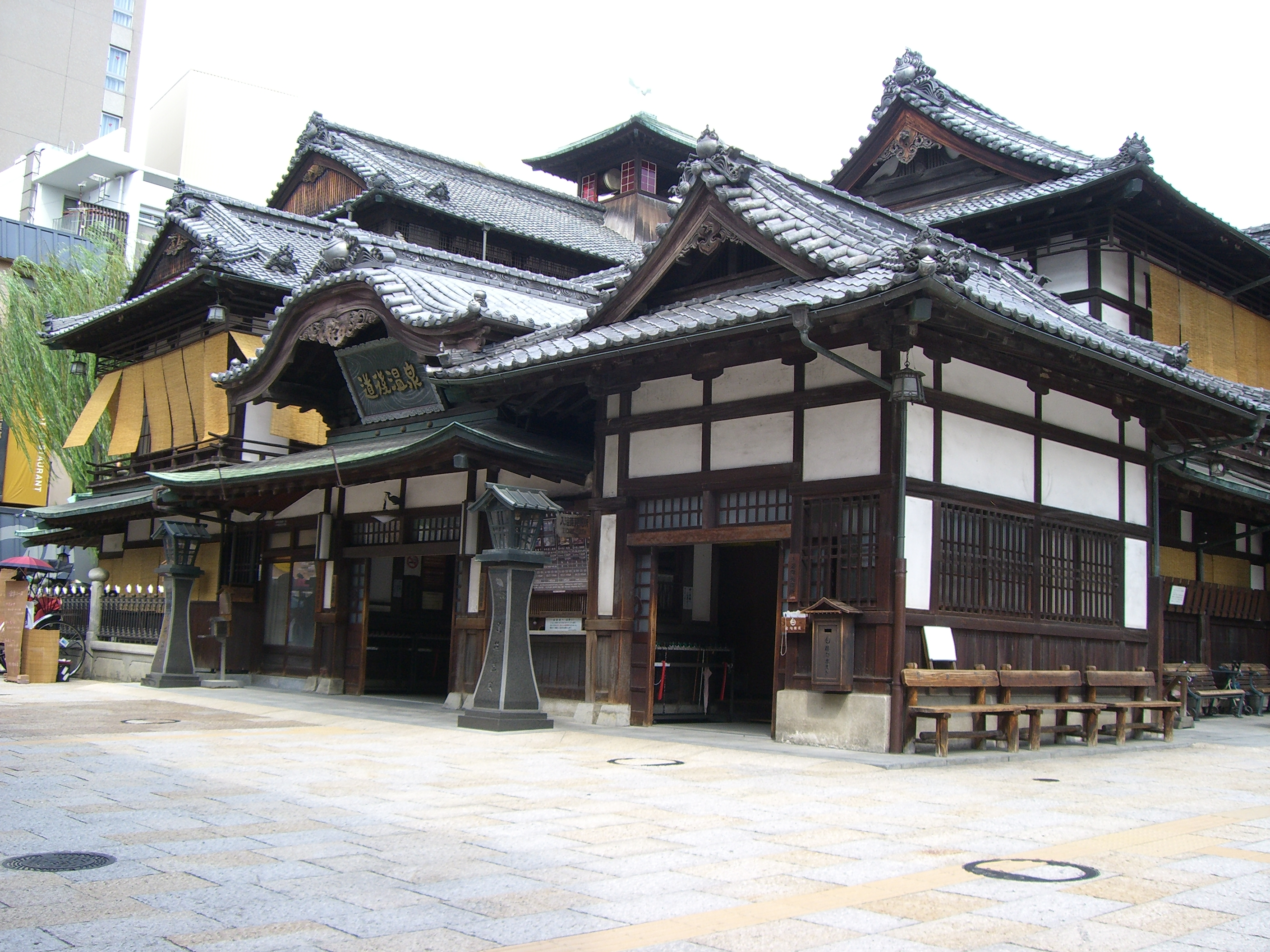
Hot Springs edifici principal "Onsen de Dogo".

- 1908: Absorbe partes de las villas de Asami (朝美村 Asami-mura?), Yugun (雄郡村 Yūgun-mura?), Soga (素鵞村 Soga-mura?) y Dogo (道後村 Dōgo-mura?).
- 1923: Absorbe parte la Villa de Dogo.
- 1926: Absorbe las villas de Asami, Yugun, Soga y Miyuki (御幸村 Miyuki-mura?).
- 1932: Absorbe parte de Dogo-Yunomachi (道後湯之町 Dōgo-Yunomachi?).
- 1940: Absorbe el Pueblo de Mitsuhama (三津浜町 Mitsuhama-chō?) y las villas de Wake (和気村 Wake-mura?), Hisaeda (久枝村 Hisaeda-mura?), Horie (堀江村 Horie-mura?), Shiomi (潮見村 Shiomi-mura?), Mibu (味生村 Mibu-mura?) y Kuwabara (桑原村 Kuwabara-mura?).
- 1944: Absorbe Dogo-Yunomachi y las villas de Shoseki (生石村 Shōseki-mura?) y Habu (垣生村 Habu-mura?).
- 1951: Es designada "Ciudad Turística Internacional de la Cultura del Onsen" por el gobierno nacional.
- 1954: Absorbe primero la Villa de Gogoshima (興居島村 Gogoshima-mura?) y luego la Villa de Yodo (余土村 Yodo-mura?).
- 1955: Absorbe las villas de Kume (久米村 Kume-mura?), Yuyama (湯山村 Yuyama-mura?), Idai (伊台村 Idai-mura?) y Gomyo (五明村 Gomyō-mura?)
- 1959: Absorbe la Villa de Ukena (浮穴村 Ukena-mura?).
- 1961: Absorbe la Villa de Ono (小野村 Ono-mura?).
- 1962: Absorbe la Villa de Ishii (石井村 Ishii-mura?).
- 1968: Absorbe la Villa de Kutani (久谷村 Kutani-mura?).
- 2000: Es categorizada como Chukakushi (中核市 Chūkakushi?).
- 2005: Absorbe la Ciudad de Hojo y el Pueblo de Nakajima del Distrito de Onsen, el cual desaparece en consecuencia.

## Gobierno

### Shicho
La siguiente es una lista parcial de los Shicho (市長 Shichō?):
- 10° Kyukichi Inoue (井上久吉 Inoue Kyūkichi?) 1933/11/17 ~ 1938/09/14
- 11° Yusaburo Shimizu (清水勇三郎 Shimizu Yūsaburō?) 1938/09/15 ~ 1942/10/25
- 12° Kohei Ochi (越智孝平 Ochi Kōhei?) 1942/10/26 ~ 1946/03/28
- 13° Masaichi Kuroda (黒田政一 Kuroda Masa'ichi?) 1946/03/29 ~ 1947/04/10
- 14° Masakazu Yasui (安井雅一 Yasui Masakazu?) 1947/04/10 ~ 1951/04/23
- 15° Masaichi Kuroda (黒田政一 Kuroda Masa'ichi?) 1951/04/23 ~ 1955/05/01
- 16° Masaichi Kuroda (黒田政一 Kuroda Masa'ichi?) 1955/05/02 ~ 1959/05/01
- 17° Masaichi Kuroda (黒田政一 Kuroda Masa'ichi?) 1959/05/02 ~ 1963/05/01
- 18° Kohei Utsunomiya (宇都宮孝平 Utsunomiya Kōhei?) 1963/05/02 ~ 1967/05/01
- 19° Kohei Utsunomiya (宇都宮孝平 Utsunomiya Kōhei?) 1967/05/02 ~ 1971/05/01
- 20° Kohei Utsunomiya (宇都宮孝平 Utsunomiya Kōhei?) 1971/05/02 ~ 1975/05/01
- 21° Tokio Nakamura (中村時雄 Nakamura Toki'o?) 1975/05/02 ~ 1979/05/01
- 22° Tokio Nakamura (中村時雄 Nakamura Toki'o?) 1979/05/02 ~ 1983/05/01
- 23° Tokio Nakamura (中村時雄 Nakamura Toki'o?) 1983/05/02 ~ 1987/05/01
- 24° Tokio Nakamura (中村時雄 Nakamura Toki'o?) 1987/05/05 ~ 1991/05/01
- 25° Seiichi Tanaka (田中誠一 Tanaka Seiichi?) 1991/05/02 ~ 1995/05/01
- 26° Seiichi Tanaka (田中誠一 Tanaka Seiichi?) 1995/05/02 ~ 1999/05/01
- 27° Tokihiro Nakamura (中村時広 Nakamura Tokihiro?) 1999/05/02 ~ 2003/05/01
- 28° Tokihiro Nakamura (中村時広 Nakamura Tokihiro?) 2003/05/02 ~ en ejercicio

### Fusión de la Era Heisei
En la Ciudad de Matsuyama, debido a políticas del shicho Tokihiro Nakamura, y a que las anteriores fusiones fueron una sucesión de absorciones de localidades vecinas, se dio prioridad a la fusión por absorción. A su vez, en el distrito meridional de Kutani y oriental de Ono, subsistía cierto descontento por haber sido absorbidas por Matsuyama ya que no había mejorado mucho su situación. De parte de las autoridades de Matsuyama tampoco se impulsaron nuevas fusiones.
En su momento tenía una población de unos 470.000 habitantes y superado el medio millón cumplía los requisitos formales para pasar a ser un Seireishiteitoshi (政令指定都市 Seireishitei-toshi?), pero en la práctica se ascendía a dicha categoría con una población superior a un millón. Por esta razón, por más que siguiera absorbiendo localidades lindantes, se estimaba que 600.000 iba a ser el máximo y por ello no buscó de su parte seguir expandiéndose.
Existía la posibilidad de alcanzar una población de 700.000 habitantes en el caso de que llegara a fusionarse también con la Ciudad de Imabari, pero de concretarse, la superficie de la ciudad iba a sobrepasar los 1000 km² y no sólo eso, también implicaba la formación de dos núcleos poblacionales principales dispersos (contrariamente a lo que suecedió con la fusión entre las ciudades de Shizuoka y Shimizu, ambas de la prefectura de Shizuoka).
A pesar de todo, se fusionaría con la Ciudad de Hojo, lindante hacia el norte, y el Pueblo de Nakajima con la cual estaba comunicada por una ruta marítima. La Ciudad de Matsuyama puso como condiciones para la Ciudad de Hojo el traspaso de la propiedad del Centro de Deportes de Hojo (北条スポーツセンター Hōjō Supōtsu-sentā?) y para el Pueblo de Nakajima, la privatización de los servicios de ferry y servicios médicos.

### Seireishiteitoshi y Shuto
En el futuro se cree que podría considerar la posibilidad de ascender a la categoría de Seireishiteitoshi, pero en la actualidad, la brecha poblacional con las ciudades que obtuvieron dicha recategorización es considerable, y hay muy pocos funcionarios que hablan sobre el tema. Por otra parte, entre la gente en general no existe lo que se puede llamar una euforia y es más bien indiferente al respecto.
Con respecto a la posibilidad de que prospere el proyecto de fusionar los ken (県?) para formar varios shu (州 shū?) con mayores dimensiones territoriales, comparables a la de Hokkaidō, existe la posibilidad de que siendo la ciudad más populosa de la región de Shikoku, presente su candidatura para Capital de Shu (州都 shūto?). Aunque por ahora no hay declaraciones que confirmen dicha intención, cosa que sí ocurrió con Shikokuchuo y Takamatsu de la prefectura de Kagawa.

## Dependencias gubernamentales

### Nacionales
- Ministerio de Defensa
  - Fuerza de Autodefensa Terrestre de Japón
    - Brigada 14° (Guarnición Matsuyama)
- Ministerio de Asuntos Internos y Comunicaciones
  - Servicio Postal de Japón
    - Delegación Shikoku

  - Oficina de Telecomunicaciones de Shikoku
- Ministerio de Justicia
  - Oficina de Asuntos Legales
    - Delegación Regional Matsuyama

  - Oficina de la Fiscalía Pública
    - Delegación Regional Matsuyama
- Ministerio de Tierra, Infraestructura y Transporte
  - Oficina de Transporte de Shikoku
    - Delegación Ehime

  - Agencia de Seguridad Automotriz y Asistencia a las Víctimas
    - Delegación Ehime

  - Agencia Meteorológica
    - Observatorio Meteorológico Regional Matsuyama
- Ministerio de Salud, Trabajo y Asistencia Social
  - Oficina de Empleo de Ehime
  - Organización de Empleo y Desarrollo de Recursos Humanos
    - Centro Ehime

  - Organización para el Empleo de Personas Mayores y con Discapacidad
    - Centro de Empleo para Personas con Discapacidad de Ehime

  - Agencia de Seguridad Social
    - Oficina Administrativa de Seguridad Social de Ehime
- Ministerio de Agricultura, Silvicultura y Pesca
  - Oficina Regional de Bosques de Shikoku - Seccional Ehime
- Oficina Nacional de Impresión
  - Delegación Matsuyama
- Organización de Hospitales Nacional
  - Centro de Cáncer Shikoku

### Prefecturales
- Gobierno de la Prefectura
- Oficina Regional Matsuyama
- Hospital Prefectural Central de Ehime
- Museo de Arte de Ehime
- Museo de Ciencias de Ehime
- Biblioteca de Ehime
- Centro Cultural Público de Ehime
- Centro Cultural y Educativo de Ehime
- Centro de Budo de Ehime
- Parque Deportivo Unificado de Ehime
- Centro de la Cultura de Vida de Ehime
- Centro de Relaciones Internacionales de Ehime
- Centro Informativo para la Producción de Ehime
- Centro de Ingeniería Industrial de Ehime
- Centro de Fomento de la Salud de Ehime
- Organización para el Desarrollo Territorial de Ehime
- Organización de la Vivienda de Ehime
- Laboratorio de Investigación en Agricultura de Ehime
- Laboratorio de Investigación en Fruticultura de Ehime
- Centro de Investigaciones de Construcciones de Ehime
- Centro de Investigaciones Sanitarias de Ehime
- Casa Central de los Jóvenes de Ehime
- Escuela Técnica Especializada Matsuyama de Ehime
- Escuela de Bomberos de Ehime
- Universidad de Agricultura de Ehime
- Cuartel Central de la Policía de Ehime

### Metropolitanas
- Ayuntamiento de Matsuyama
  - Delegación Hojo
  - Delegación Nakajima
- Departamento de Bomberos
- Biblioteca Central de Matsuyama
- Biblioteca de Hojo
- Biblioteca de Mitsuhama
- Biblioteca de Nakajima

## Economía

### Actividad comercial
- ASTIS
- e-Card
- Ichiroku
- Ichirokuhompo
- Iyotetsu Takashimaya

### Actividad financiera
- Iyo Ginko

### Actividad industrial
- Iseki
- Ishizaki Kisen

## Educación

### High school
- Matsuyama Central High School de la Prefectura de Ehime

## Ciudades hermanadas
- Friburgo de Brisgovia (Alemania): Establecida el 4 de abril de 1989.
- Pyeongtaek (Corea del Sur): Establecida el 25 de octubre de 2004.
- Sacramento (Estados Unidos): Establecida el 18 de agosto de 1981.

## Personas célebres
- Jūzō Itami
- Yoko Matsuyama.